# Ritratto di Hilaire De Gas
Il Ritratto di Hilaire De Gas è un dipinto del pittore francese Edgar Degas, realizzato intorno al 1857 e conservato al Musée d'Orsay di Parigi.

## Descrizione
René Hilaire De Gas, nonno del celebre pittore, era un uomo che dopo i burrascosi trascorsi della rivoluzione francese decise di trasferirsi a Napoli, dove entrò nel mondo degli affari diventando un benestante quanto colto banchiere: le vicende biografiche di René vengono affrontate in maggiore dettaglio nel paragrafo Edgar Degas § Origini familiari. Il giovane Degas, dopo essersi formato in patria, avrebbe poi coronato i suoi studi andando a visitare il nonno a Napoli, città culturalmente molto vivace all'epoca. L'opera, datata in alto a destra («Capodimonte 1857»), dopo varie peregrinazioni trovò la sua collocazione definitiva al museo d'Orsay, a Parigi, dove è esposta tuttora sotto il numero d'inventario RF 3661.
René Hilaire Degas, colto mentre siede su una poltrona, non manca certo di portamento: indossa per l'occasione un gilet bianco, dei pantaloni grigi ed una giacca nera, che mettono in risalto il suo aspetto distinto. Tuttavia l'espressione un po' stanca del viso ed il bastone dall'impugnatura d'avorio tenuto sul grembo tradiscono il peso dei suoi ottantasette anni, e l'inesorabilità del tempo che passa. Il bastone, tuttavia, suggerisce anche il suo status di capofamiglia e, anzi, restituisce l'impressione di un'innata autorità. Oltre che nel presente dipinto, uno dei vertici assoluti della ritrattistica degassiana, il pittore avrebbe ritratto il nonno in tre disegni a matita del 1856 e in un altro olio del 1857, rimasto incompiuto, dove troviamo René Hilaire seduto ad un tavolo intento a leggere il giornale con un cappello verde in testa.
Dal punto di vista tecnico il dipinto è impostato su una griglia di linee orizzontali (descritte dal divano), verticali (che seguono l'imponente figura di René Hilaire) ma anche diagonali (si guardi il braccio sinistro dell'uomo, ottimale anche per conferire stabilità alla scena), in pieno accordo con i canoni compositivi del Rinascimento. La tavolozza, arpeggiata sulle armonie degli ocra e dei neri, sente la vivissima influenza della lezione di Flandrin e di Lamothe, maestri giovanili di Degas, che però viene già parzialmente superata grazie all'inserimento di un «giallo tenue e luminoso, che alleggerisce tutta la composizione» (Alessandra Borgogelli). La scena, infatti, rivela una maggiore vivacità rispetto ai dipinti dei maestri, anche perché inondata di una luce che riscalda solo le parti del dipinto più rilevanti e perché ravvivata dalla posa disinvolta e non troppo ufficiale del nonno.